# Ready Player One: Să înceapă jocul
Ready Player One: Să înceapă jocul (titlu original: Ready Player One) este un film american din 2018 regizat și produs de Steven Spielberg și scris de Liz Hannah și Josh Singer, creat în genul acțiune istoric.

## Distribuție
- Tye Sheridan - Wade Watts / Parzival
- Olivia Cooke - Samantha Cook / Art3mis
- Ben Mendelsohn - Nolan Sorrento / IOI-655321
- Lena Waithe - Helen Harris / Aech
- T.J. Miller - i-R0k
- Simon Pegg - Ogden Morrow / Curator
- Mark Rylance - James Halliday / Anorak the All-Knowing
- Philip Zhao - Zhou / Sho
- Win Morisaki - Toshiro / Daito
- Hannah John-Kamen - F'Nale Zandor
- Susan Lynch - Alice
- Ralph Ineson - Rick
- Perdita Weeks - Karen "Kira" Underwood